# Bergumsbjörnbär
Bergumsbjörnbär (Rubus loehrii) är en rosväxtart som beskrevs av Philipp Wilhelm Wirtgen. Bergumsbjörnbär ingår i släktet rubusar och familjen rosväxter. Artens livsmiljö är jordbrukslandskap.
Bergumsbjörnbär bildar låga snår och har rikligt håriga blad, gröna på ovansidan och grågröna på undersidan.
Växtens enda kända förekomstlokal i Norden finns vid Bergum i Västergötland. Den närmaste kända förekomstlokalen i förhållande till Bergum finns i Niedersachsen i Tyskland. Arten räknas som akut hotad i Sverige.

## Underarter
Arten delas in i följande underarter:
- R. l. laciniatus
- R. l. rupincola